# Biocentryzm (kosmos)
Biocentryzm – teoria wszystkiego wysnuta przez doktora Roberta Lanzę, wedle której otaczająca nas rzeczywistość jest tym, czym jest w zależności od obserwatora. Według tej teorii nie istnieje obiektywny obraz rzeczywistości, bo inaczej postrzegają ludzkie zmysły, a inaczej zmysły zwierzęcia lub owada. Wszystko zatem, co nas otacza, jest tylko reproduktywnym wytworem naszych umysłów, stanowiącym jedynie subiektywną imitację prawdziwego wizerunku rzeczywistości. Częścią tej teorii jest również twierdzenie, że to nie wszechświat kreuje życie, ale odwrotnie - to życie konstytuuje istnienie wszechświata.